# Santa Fe Springs
Santa Fe Springs és una ciutat dels Estats Units a l'estat de Califòrnia. Segons el cens del 2000 tenia 17.438 habitants.

## Demografia
Segons el cens del 2000, Santa Fe Springs tenia 17.438 habitants, 4.834 habitatges, i 3.780 famílies. La densitat de població era de 769,5 habitants/km².
Dels 4.834 habitatges en un 38,3% hi vivien nens de menys de 18 anys, en un 54% hi vivien parelles casades, en un 18,1% dones solteres, i en un 21,8% no eren unitats familiars. En el 18,3% dels habitatges hi vivien persones soles l'11,2% de les quals corresponia a persones de 65 anys o més que vivien soles. El nombre mitjà de persones vivint en cada habitatge era de 3,35 i el nombre mitjà de persones que vivien en cada família era de 3,82.
Per edats la població es repartia de la següent manera: un 29,1% tenia menys de 18 anys, un 9,4% entre 18 i 24, un 29,7% entre 25 i 44, un 19,1% de 45 a 60 i un 12,8% 65 anys o més.
L'edat mediana era de 33 anys. Per cada 100 dones de 18 o més anys hi havia 97,4 homes.
La renda mediana per habitatge era de 44.540 $ i la renda mediana per família de 49.867 $. Els homes tenien una renda mediana de 33.413 $ mentre que les dones 27.279 $. La renda per capita de la població era de 14.547 $. Entorn del 8% de les famílies i el 12,5% de la població estaven per davall del llindar de pobresa.

## Poblacions més properes
El següent diagrama mostra les poblacions més properes.